# 普諾省
普諾省（西班牙語：Provincia de Puno），是秘魯的省份，位於該國東南部普諾大區，首府是普諾，是該地區的經濟來源，始建於1854年5月2日，面積6,494平方公里，2007年人口229,236，人口密度每平方公里35.3人。
15°50′36″S 70°01′25″W / 15.84333°S 70.02361°W